# 黑紋背林鶯
黑紋背林鶯（學名：Dendroica kirtlandii）是一種細小的鳴禽。50年前它們接近滅絕，但現已逐步恢復。它們需要大片的北美短葉松林來繁殖。這種棲息地起初是由山火所造成，但現時則是透過砍伐及重新種植北美短葉松而來。自19世紀中葉它們的分佈地就有所限制，差不多整個群落都會留在密西根下半島東北部及在巴哈馬過冬。
黑紋背林鶯的上身呈藍褐色，背上有黑色斑紋，下身呈黃色，兩側有斑紋。雙翼上有幼紋，腳呈深色，眼睛周圍有白圈。雌鳥及幼鳥的背部較為褐色。它們像棕櫚林鶯及高草原林鶯般會上下擺動尾巴。

## 分佈及生態
黑紋背林鶯分佈在密西根下半島北部非常有限的區域。它們後來延伸至安大略省南部。近年它們會在密西根上半島、威斯康辛州及安十略省出沒，可能是因急速擴張的群落。它們需要很大片的北美短葉松來進行繁殖，面積多於160英畝。在皆伐或曾發生山火的地方會出現大量的黑紋背林鶯。到了8月至10月間，它們會離開繁殖地及遷徙到巴哈馬和鄰近的特克斯和凱科斯群島。到了5月，它們會回到密西根州繁殖。過冬的時候，它們主要會棲息在叢林中，吃藥用鼠尾草及雪果。
黑紋背林鶯會在樹的底部覓食，有時則會走到地上。它們主要吃昆蟲及一些草莓，冬天也會吃果實。它們需要北美短葉松來繁殖。它們會在地上或樹的基部築巢，並會以草、藍莓及其他地上植物來遮蔽。

## 保育狀況

### 衰落
自冰河時期後，全球的氣候也在轉變，北美短葉松及黑紋背林鶯也逐步向北遷移。由於黑紋背林鶯不能在亞北極氣候生存，故北美短葉松的分佈對它們來說算是較疏遠。再者，五大湖也成為了它們擴張的阻礙。
當美洲殖民時期，五大湖南部大部份的森林都被砍伐，黑紋背林鶯就被困在北方的半島中。到了19世紀末，它們在俄亥俄州的棲息地也被清除，於1906年它們已沒有在當地繁殖。自1940年代後，它們也沒有在安大略省繁殖。直至20世紀中葉，其數量下降至接近滅絕。於1970年代，它們的數量達到最低點，只餘下少於500隻；於1994年，它們只分佈在18平方公里大的地方。

### 復原
黑紋背林鶯的棲息地現已受到保護。自1970年代的保護後，它們的數量平穩上升，但仍處於危險的水平。另外，保育工作還包括對抗寄生的棕頭牛鸝。
黑紋背林鶯現已再次在安大略省及密西根上半島出沒，但卻很少在俄亥俄州西北部出現。於2005年初，在威斯康辛州也有少量的出沒。於2007年，三隻黑紋背林鶯在威斯康辛州中部出現。
黑紋背林鶯於1973年被列為瀕危。國際自然保護聯盟於1994年將之列為易危，但於2005年下調至近危。現時未知黑紋背林鶯對巴哈馬松樹的倚賴程度，但伐林等問題始終是它們的最大威脅。近年的報告都指黑紋背林鶯的數量正在上升，但也指出它們對人類保護的倚賴。

## 外部連結
- All About Birds （页面存档备份，存于）
- Michigan Department of Natural Resources （页面存档备份，存于）
- The Nature Conservancy Songbirds